# モーズレイ病院
モーズレイ病院（英: Maudsley Hospital）はイギリスのロンドン南部にある、国民保健サービス（NHS）メンタルヘルス・トラストより運営される精神科病院である。モーズレイ病院はイギリス最大のメンタルヘルスの研修機関である。
またモーズレイ処方ガイドライン（Maudsley Prescribing Guidelines）とは、同病院スタッフにて初版が作成された精神科の薬についての臨床ガイドラインである。現在は商業出版物であり、第12版まで版を重ねている。